# Lwowska
Lwowska – dawna kolonia w Polsce, w województwie opolskim, w powiecie strzeleckim, w gminie Izbicko.
1 stycznia 2024 nazwa miejscowości została zniesiona.